# Шемел, Патти
Патриция Тереза Шемел (англ. Patricia Theresa Schemel; род. 24 апреля 1967) — американская барабанщица, участница рок-группы Hole.

## Ранние годы
Патти Шемел, средняя из трёх детей, родилась в Лос-Анджелесе, Калифорния, выросла в Мэрисвилле, Вашингтон. Она начала играть на барабанах с одиннадцати лет, а позже создала группу Kill Sybil со своим братом Ларри.

## Дискография

### В составе Kill Sybil
- Kill Sybil (1993)

### В составеHole[2]
- Live Through This (1994)

### В составе Juliette and the Licks
- ...Like a Bolt of Lighting (2004)